# Strzelectwo na Letnich Igrzyskach Olimpijskich 2016 – trap podwójny (mężczyźni)
Trap podwójny mężczyzn – konkurencja rozegrana 10 sierpnia 2016 roku podczas letnich igrzysk w Rio de Janeiro.
W kwalifikacjach wystąpiło 22 zawodników. Każdy z nich miał pięć serii, w których wyrzucane było po 30 dysków. W przypadku chybienia mieli możliwość powtórnej próby do tego samego krążka. Do półfinału awansowało 6 zawodników.
W półfinale każdy zawodnik miał jedną próbę po 15 strzałów. W odróżnieniu do kwalifikacji, mogli wystrzelić w kierunku dysku tylko jeden strzał. O medale walczyli po podziale na pary, które zostały podzielone według klasyfikacji półfinałów. Pierwszy z drugim walczyli do olimpijski tytuł, a trzeci z czwartym rywalizowali o brązowy medal. Rywalizacja w parach toczyła się po jednej piętnastostrzałowej serii. W przypadku takiej samej ilości punktów rywalizacja trwała po jednym dysku aż do wyłonienia zwycięzcy.
Złoty medal zdobył Kuwejtczyk występują pod flagą olimpijską Fehaid Al-Deehani, srebrny – Włoch Marco Innocenti, a brązowy – Brytyjczyk Steven Scott.

## Terminarz
| Data             | Godzina |                        |
| ---------------- | ------- | ---------------------- |
| 10 sierpnia 2016 | 14:00   | Kwalifikacje           |
| 10 sierpnia 2016 | 19:00   | Półfinał               |
| 10 sierpnia 2016 | 20:15   | Pojedynek o 3. miejsce |
| 10 sierpnia 2016 | 20:25   | Finał                  |

## Rekordy
Rekordy świata i olimpijskie przed rozpoczęciem zawodów:
Runda kwalifikacyjna – 150 strzałów
| WR | Timothy Kneale | 148 | Monachium | 9 czerwca 2014 |
| OR | –              | –   | –         | –              |

## Wyniki
Źródło:

### Kwalifikacje
| Pozycja | Zawodnik          | Reprezentacja                   | Wynik    | Uwagi |
| ------- | ----------------- | ------------------------------- | -------- | ----- |
| 1       | Andreas Löw       | Niemcy                          | 140      | , Q   |
| 2       | James Willett     | Australia                       | 140      | Q     |
| 3       | Timothy Kneale    | Wielka Brytania                 | 139      | Q     |
| 4       | Steven Scott      | Wielka Brytania                 | 138      | Q     |
| 5       | Marco Innocenti   | Włochy                          | 136      | Q     |
| 6       | Fehaid Al-Deehani | Niezależni sportowcy olimpijscy | 135 (12) | Q     |
| 7       | Joshua Richmond   | Stany Zjednoczone               | 135 (11) |       |
| 8       | Hu Binyuan        | Chiny                           | 135 (7)  |       |
| 9       | Khaled Al-Kaabi   | Zjednoczone Emiraty Arabskie    | 134      |       |
| 10      | Enrique Brol      | Gwatemala                       | 133      |       |
| 11      | Witalij Fokiejew  | Rosja                           | 133      |       |
| 12      | Pan Qiang         | Chiny                           | 133      |       |
| 13      | Wasilij Mosin     | Rosja                           | 132      |       |
| 14      | Walton Eller      | Stany Zjednoczone               | 131      |       |
| 15      | Ahmad Al-Afasi    | Niezależni sportowcy olimpijscy | 128      |       |
| 16      | Antonino Barillà  | Włochy                          | 125      |       |
| 17      | William Chetcuti  | Malta                           | 123      |       |
| 18      | Håkan Dahlby      | Szwecja                         | 121      |       |
| 19      | Sean Nicholson    | Zimbabwe                        | 119      |       |
| 20      | Hebert Brol       | Gwatemala                       | 116      |       |
| 21      | Mohamed Ramah     | Maroko                          | 115      |       |
| 22      | Paulo Reichardt   | Paragwaj                        | 106      |       |

### Półfinał
| Pozycja | Zawodnik          | Reprezentacja                   | Wynik | Uwagi                           |
| ------- | ----------------- | ------------------------------- | ----- | ------------------------------- |
| 1       | Fehaid Al-Deehani | Niezależni sportowcy olimpijscy | 28    | Awans do finału                 |
| 2       | Marco Innocenti   | Włochy                          | 27    | Awans do finału                 |
| 3       | Steven Scott      | Wielka Brytania                 | 26    | Awans do pojedynku o 3. miejsce |
| 4       | Timothy Kneale    | Wielka Brytania                 | 26    | Awans do pojedynku o 3. miejsce |
| 5       | James Willett     | Australia                       | 26    |                                 |
| 6       | Andreas Löw       | Niemcy                          | 25    |                                 |

### Finał
| Pozycja | Zawodnik          | Reprezentacja                   | Wynik | Uwagi |
| ------- | ----------------- | ------------------------------- | ----- | ----- |
|         | Fehaid Al-Deehani | Niezależni sportowcy olimpijscy | 28    |       |
|         | Marco Innocenti   | Włochy                          | 26    |       |

### Pojedynek o 3. miejsce
| Pozycja | Zawodnik       | Reprezentacja   | Wynik | Uwagi |
| ------- | -------------- | --------------- | ----- | ----- |
|         | Steven Scott   | Wielka Brytania | 30    |       |
| 4       | Timothy Kneale | Wielka Brytania | 28    |       |